# Antônio Gaudério
Antônio Carlos Matos dos Santos (Ijuí, 7 de Agosto de 1958) é um fotojornalista brasileiro. Trabalhou durante a maior parte de sua carreira no jornal Folha de S.Paulo e ali ganhou notoriedade por seu trabalho característico de denúncia, arrebatando prêmios, capas e menções, tais como o Prêmio Vladmir Herzog de 1993, os Prêmios Folha de Jornalismo de 1995, 1998 e 2007, entre outros.

## Biografia
Antônio Gaudério nasceu em Ijuí, mas passou a infância no Rincão dos Mirandas, atual distrito do município de Santo Antônio das Missões, Rio Grande do Sul. Na década de 1980, inicia seus estudos na área da arquitetura mas abandona para dar início à carreira no fotojornalismo. Antônio leva o apelido de "Gaudério" por conta desta palavra ser, na região sul, um sinônimo de gaúcho, gentílico de origem do fotógrafo.

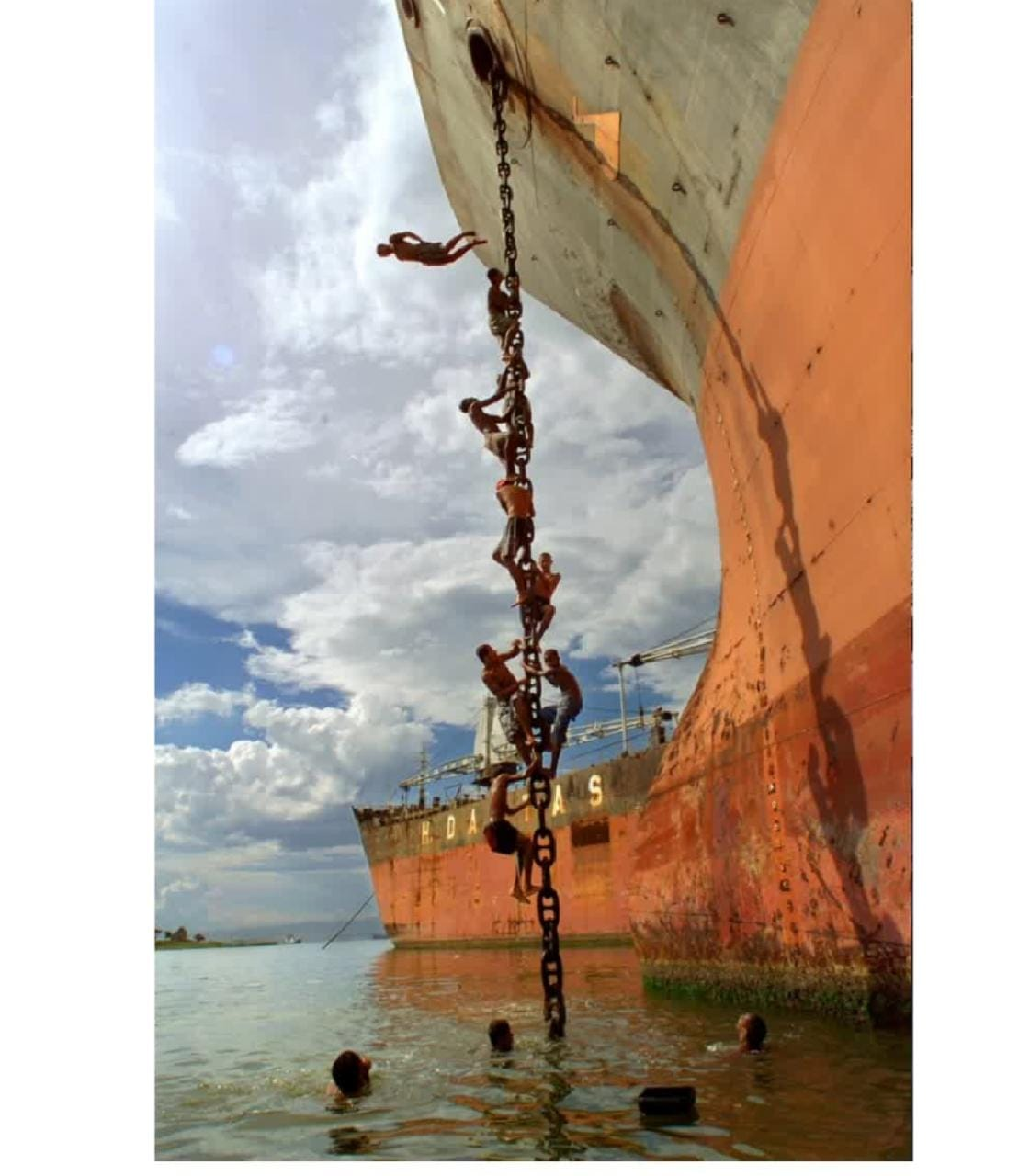
Nau à Deriva. Rio de Janeiro, 2001.

Muda-se para Florianópolis, onde colabora com o Diário Catarinense. Parte para São Paulo no final da década de 1980 e inicia seus trabalhos nas revistas Isto É e Veja São Paulo. Em 1989, é contratado pelo jornal Folha de S.Paulo, no qual sua carreira definitivamente deslancha. Realiza importantes e premiadas reportagens sobre trabalho escravo, prostituição infantil e outras grandes investigações. Em 1993, pelo seguimento fotográfico "Crise na Saúde", recebe o Prêmio Vladimir Herzog de Anistia e Direitos Humanos. Nesse mesmo prêmio, recebe menção honrosa pelos seguimentos "Privatização da Embraer" em 1995 e "Infância Roubada" em 1998. Em 1995, 1998 e 2007, recebe o Prêmio Folha de Jornalismo. Neste último, Gaudério foi o principal laureado por uma reportagem na qual viajou à Bolívia a fim de denunciar as condições degradantes em que vivem os bolivianos aliciados para trabalhar em confecções paulistas. Levando um telefone celular com câmera fotográfica, Gaudério chegou à Bolívia em 16 de novembro de 2007 e, fazendo-se passar por um dos milhares de migrantes ilegais que viajam ao Brasil para fugir da miséria, regressou a São Paulo para trabalhar 17 horas por dia costurando peças de roupa em troca de casa e comida. Conseguiu fugir em 8 de dezembro deste mesmo ano. A reportagem "O preço de um vestido" foi publicada oito dias depois.
Em 1998, publica os livros Viagem ao País do Futebol, pela editora DBA, em conjunto com o jornalista Mario Magalhães e, neste mesmo ano, pela editora Tempo d'Imagem, Brasil Bom de Bola, trabalho conjunto com outros 11 fotógrafos e 11 escritores dos mais variados estilos, tais como: Marcelo Rubens Paiva, Rita Lee, Ed Viggiani, Joel Rufino dos Santos, Celso Oliveira, Patativa do Assaré,Tiago Santana, Aldir Blanc, Walter Firmo, Sérgio de Souza, Flávio Cannalonga, Luis Humberto, Luiz Fernando Veríssimo, Ugo Giorgetti, Vidal Cavalcante, Manoel de Barros, Elza Lima, Ariano Suassuna, Luiz Santos, Afonsinho e Marlene Bergamo. Permanece na Folha de S.Paulo por mais de 20 anos. 

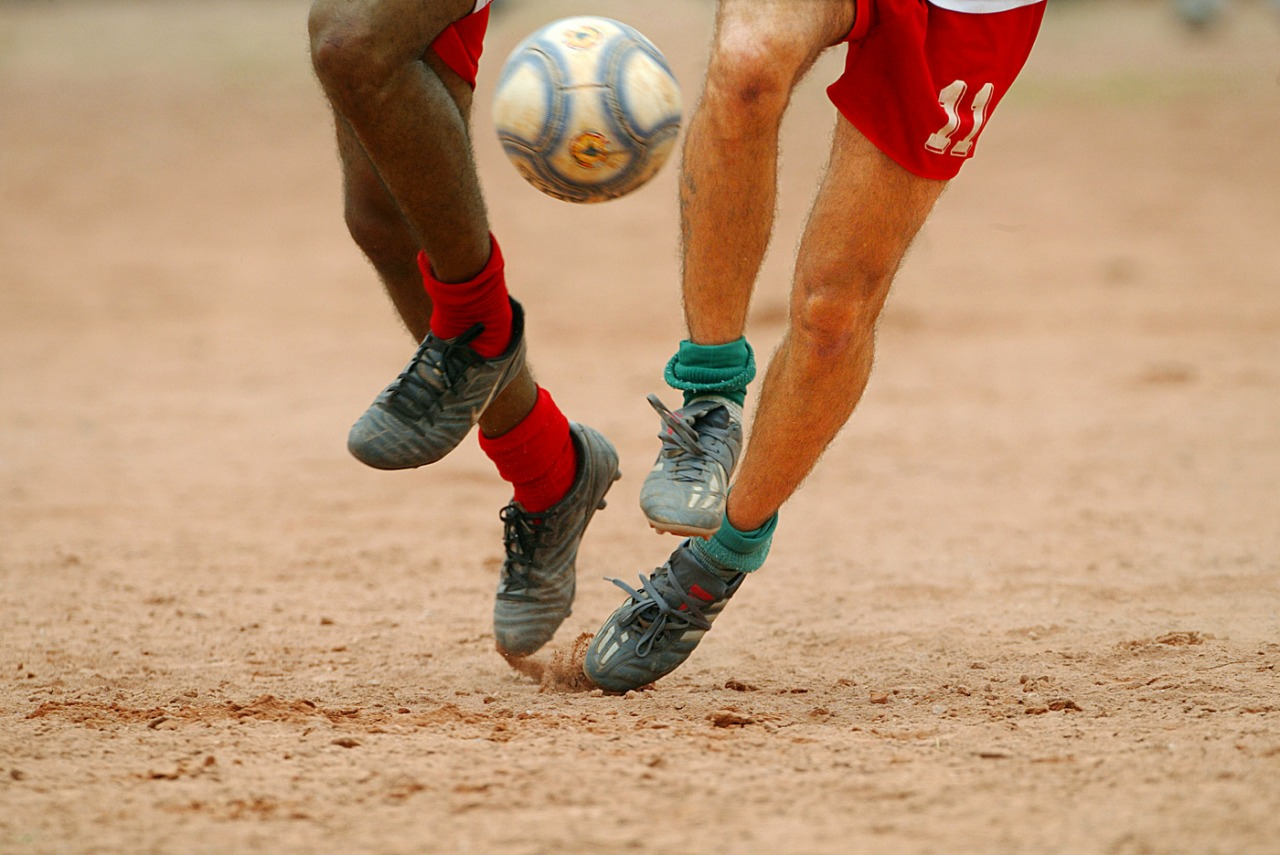
Pretos vs. Brancos. São Paulo, 2002

Em 2000, Antônio Gaudério conquistou o Prêmio Ayrton Senna de Fotografia, organizado pelo Instituto Ayrton Senna.
Em 2008, Antônio Gaudério sofre grave acidente doméstico no Rio de Janeiro, e se afasta do fotojornalismo.

## Estilo
A fotografia de Antônio Gaudério é considerada documento de denúncia. 
Para Gaudério, "O importante para um repórter fotográfico é ter em mente que ele não fotografa com a câmera. Ela apenas serve para capturar a imagem.".

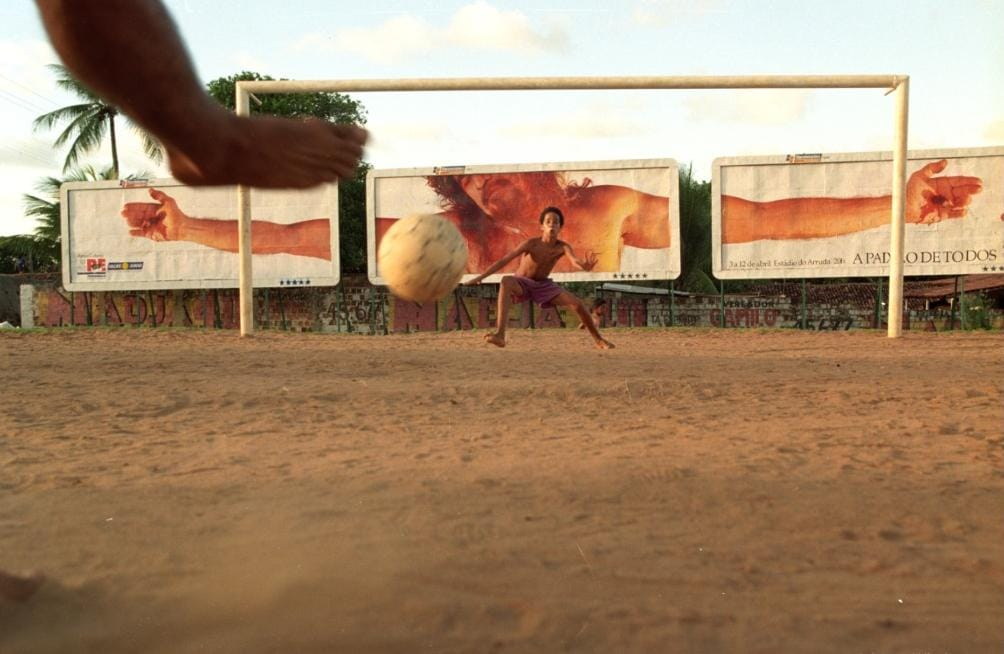
Cristo Salva. Paraíba, 1998.

Na sequência fotográfica "Infância Roubada", premiada em 1998, por exemplo, crianças em Rondônia são forçadas a trabalhar em um garimpo e as fotografias mostram meninos que chacoalham peneiras e transportam sacos pesados em um cenário de terra vermelha por conta do minério de ferro. Na seguinte fotografia, aparecem as mesmas crianças sorrindo, sentadas em carteiras, à espera da aula, após uma intensa jornada de trabalho. As obras sobre o tráfico de mão-de-obra na Bolívia, evidenciam o próprio corpo como forma de instrumento de denúncia; Para que essa reportagem pudesse ser feita, Antônio Gaudério viaja à Bolívia com um celular para acompanhar de perto e registrar o deslocamento de um povo que sai de sua terra para trabalhar em troca de comida e, em algumas vezes, poucos centavos por hora.

## Livros
- Brasil Bom de Bola, 1998[8][12]
- Viagem ao País do Futebol, 1998[18]
- Working with Children on the Streets of Brazil: Politics and Practice, 2000[19][20]

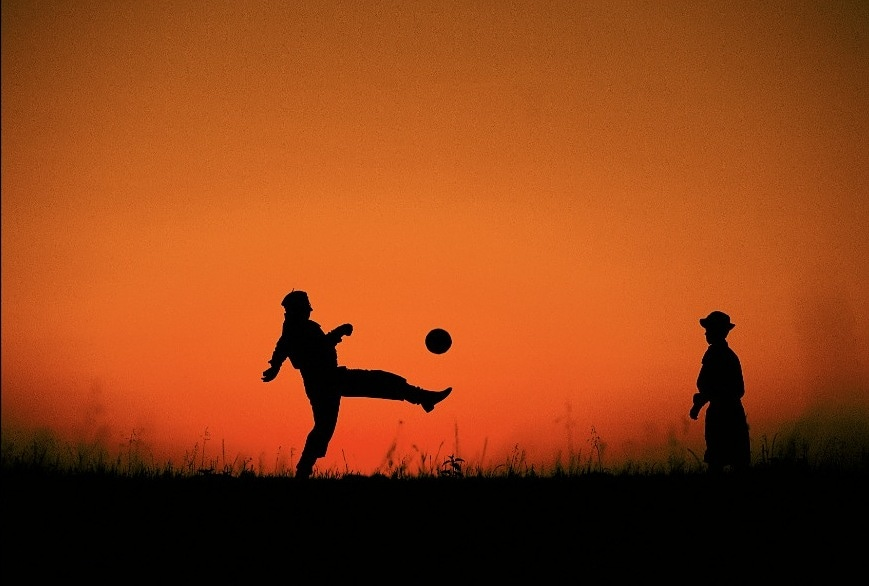
Futebol Gaúcho. Rio Grande do Sul, 1997.

## Exposições

### Individuais
- 1996 – Vão das Almas: festa do reinado de Nossa Senhora dos Kalungas, Espaço Aquário, Faculdade de História e Geografia da Universidade de São Paulo[8]
- 1998 – Garimpeiros Infantis do Bom Futuro, Biblioteca Pública do Paraná, Curitiba[8][13]
- 1999 – Calungas, Associação Cultural Brasil Estados Unidos, Ribeirão Preto[8][13]

### Coletivas
- 1990 – Fotojornalismo Brasileiro, Museu da Imagem e do Som, São Paulo[8]
- 1993 – Fotografia Brasileira Contemporânea: anos 70 a 80, 1º Mês Internacional de Fotografia, Sesc Pompéia, São Paulo[8]
- 1993 – 100 Anos de Futebol e Arte, Pinacoteca do Estado, São Paulo[8]
- 1995 – Bienal Fotojornalismo 1990/1995, Fundação Bienal, São Paulo[8]
- 1995 – Retratos de São Paulo, Caixa Econômica Federal Paulista, São Paulo[8]
- 1995 – Bienal Fotojornalismo Brasileiro, Fundação Bienal, São Paulo[8]
- 1996 – Brasil, Mostra a Tua Cara, 1ª Bienal de Fotografia Cidade de Curitiba[8]
- 1998 – Crianças de Fibra, Museu da Imagem e do Som, São Paulo[8]
- 1998 – Brasil Bom de Bola, Museu da Imagem e do Som, São Paulo[8]
- 2000 - Nova Economia - Imagens do Brasil, Pinacoteca do Parque do Ibirapuera - Pavilhão das Artes Padre Manoel da Nóbrega[21]
- 2001 – Imagens de Fato – 80 Anos de Folha, Museu de Arte de São Paulo Assis Chateaubriand[8][22]

## Prêmios
- Prêmio Vladimir Herzog, categoria Fotografia - Sequência fotográfica "Crise na Saúde", 1993[4]
- Prêmio Vladimir Herzog; Menção Honrosa na categoria Fotografia - Sequência fotográfica "Privatização da Embraer", 1995[4]
- Prêmio Folha de Jornalismo, categoria Fotografia - "São Paulo de Patins", 1995[5]
- Prêmio Folha de Jornalismo, categoria Fotografia - "Miragem", 1998[6]
- Prêmio Vladimir Herzog; Menção Honrosa na categoria Fotografia - Sequência fotográfica "Infância Roubada", 1998[4]
- Prêmio Ayrton Senna de Fotografia, 2000[14]
- Grande Prêmio Folha de Jornalismo, com a reportagem "O preço de um vestido", 2007[7]